# San Francisco Bay Area

Oblast San Francisco Bay Area

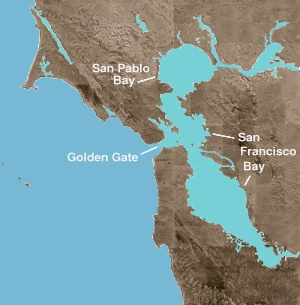
Ilustrační obrázek oblasti

San Francisco Bay Area, známé také jako Bay Area; je metropolitní oblast, která obklopuje Sanfranciský a Sanpabloský záliv. Pochází odsud velké množství hudebních skupin, mezi které patří například The Ace of Cups, Quicksilver Messenger Service, Moby Grape, Jefferson Airplane, Grateful Dead, Blue Cheer nebo Dead Kennedys. Také je označována jako kolébka thrash metalu v 80. letech 20. století (zdejší scéna je nazývána jako Bay Area thrash metal). Bay Area dala světu kapely jako Slayer, Exodus, Testament, Death Angel, Forbidden, Vio-lence a další.
Oblast je ale hlavně proslulá jako centrum vědy a výzkumu, nachází se zde Silicon Valley. Okolí Sanfranciského zálivu je hornaté a je tu nedostatek nížin, což způsobuje vysoké ceny půdy. Obyvatelé Bay Area patří k nejbohatším v USA a jsou politicky velmi liberální, což znamená, že volí Demokraty.